# Petrus en Pauluskerk bij de Jaoeza-poort
De Kerk van de Heilige Apostelen Petrus en Paulus bij de Jaoeza-poort (Russisch: Храм Святых Апостолов Петра и Павла у Яузских ворот) is een Russisch orthodoxe kerk in Taganski, een district van het Centraal Administratieve Okroeg van de Russische hoofdstad Moskou. De kerk vertegenwoordigt de stijl van de Moskou-barok

## Geschiedenis
De eerste vermelding van een stenen kerk op de plek dateert uit 1631. De huidige kerk werd gebouwd in de jaren 1700-1702. Het hoofdaltaar werd gewijd aan de Moeder Gods van het Teken. Een kapel aan de noordzijde werd gewijd aan de beide apostelen Petrus en Paulus. In 1731 werd de kerk uitgebreid met een kapel aan de zuidzijde ter ere van de Moeder Gods van Kazan. Een brand in 1748 beschadigde de kerk ernstig, maar de parochianen zorgden voor een spoedig herstel. De drie verdiepingen tellende klokkentoren werd gebouwd in 1771. Tijdens de Franse invasie in 1812 werd de kerk zelf niet noemenswaardig beschadigd, wel werden enkele kerkelijke gebouwen zoals het huis van de priester in de as gelegd.

## Na 1917
Verschillende pogingen van in het bijzonder leden van de lokale communistische pioniersbeweging om de kerk te sluiten mislukten. In tegenstelling tot veel andere kerken in de buurt bleef de Petrus en Pauluskerk gedurende de Sovjet-periode geopend. De kerk herbergt verschillende iconen van verwoeste kerken uit de buurt. Zelfs de kerkklokken van de kerk hebben de anti-religieuze campagnes van de atheïstische dictatuur overleefd. Sinds 31 december 1999 heeft de Servisch-orthodoxe Kerk een representatieve vertegenwoordiging in het gebouw.

## Afbeeldingen interieur

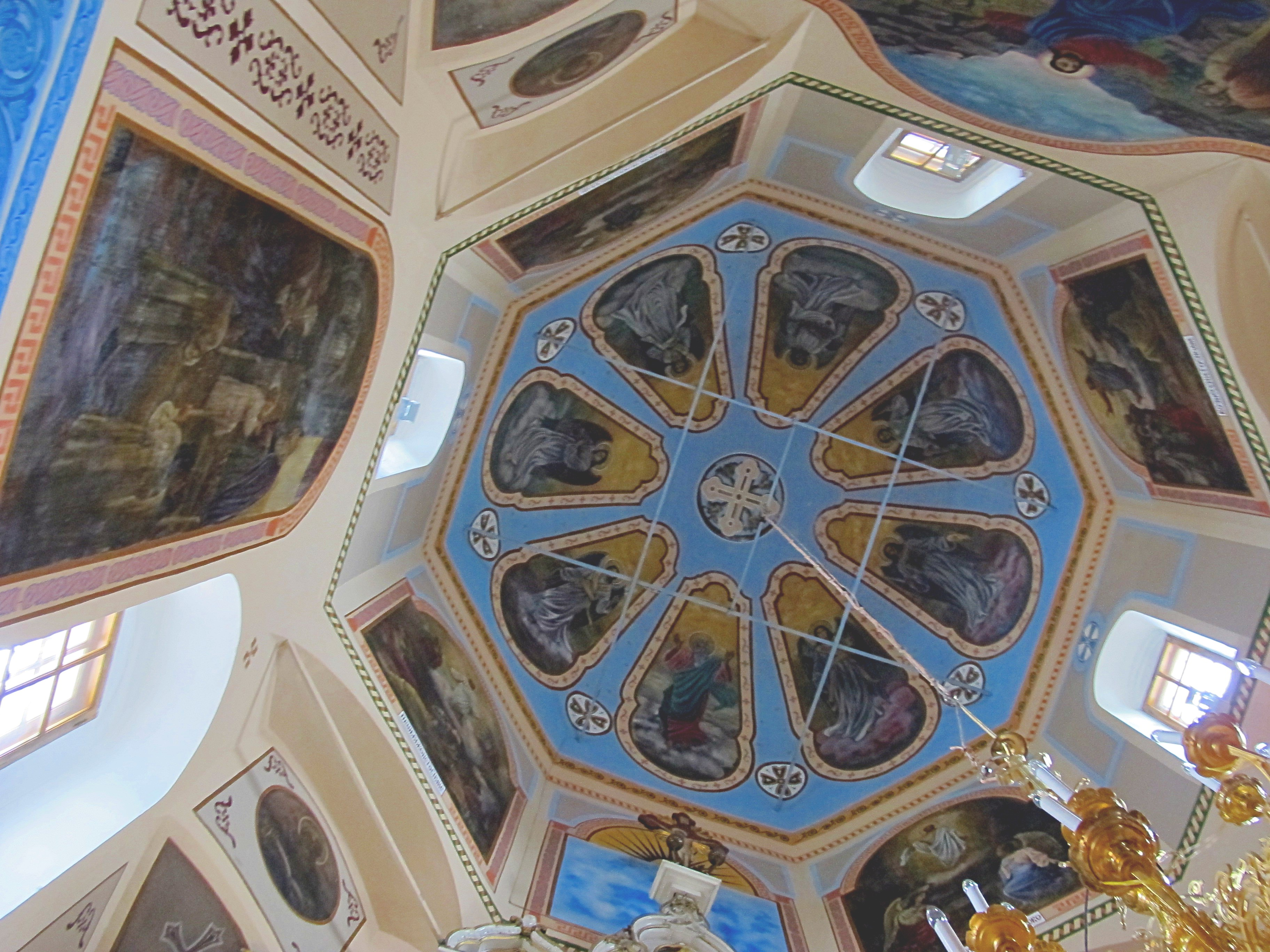
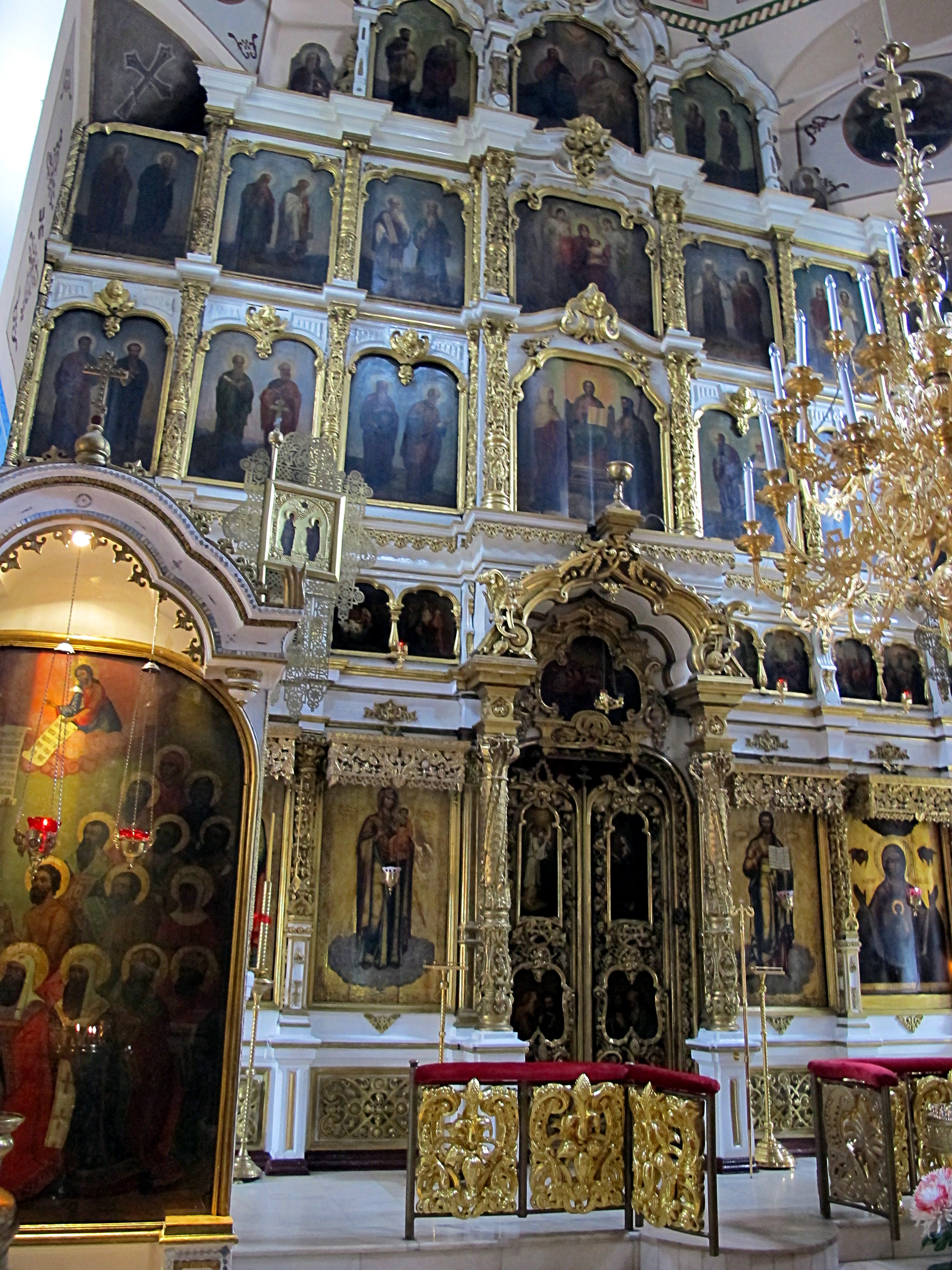
iconostase
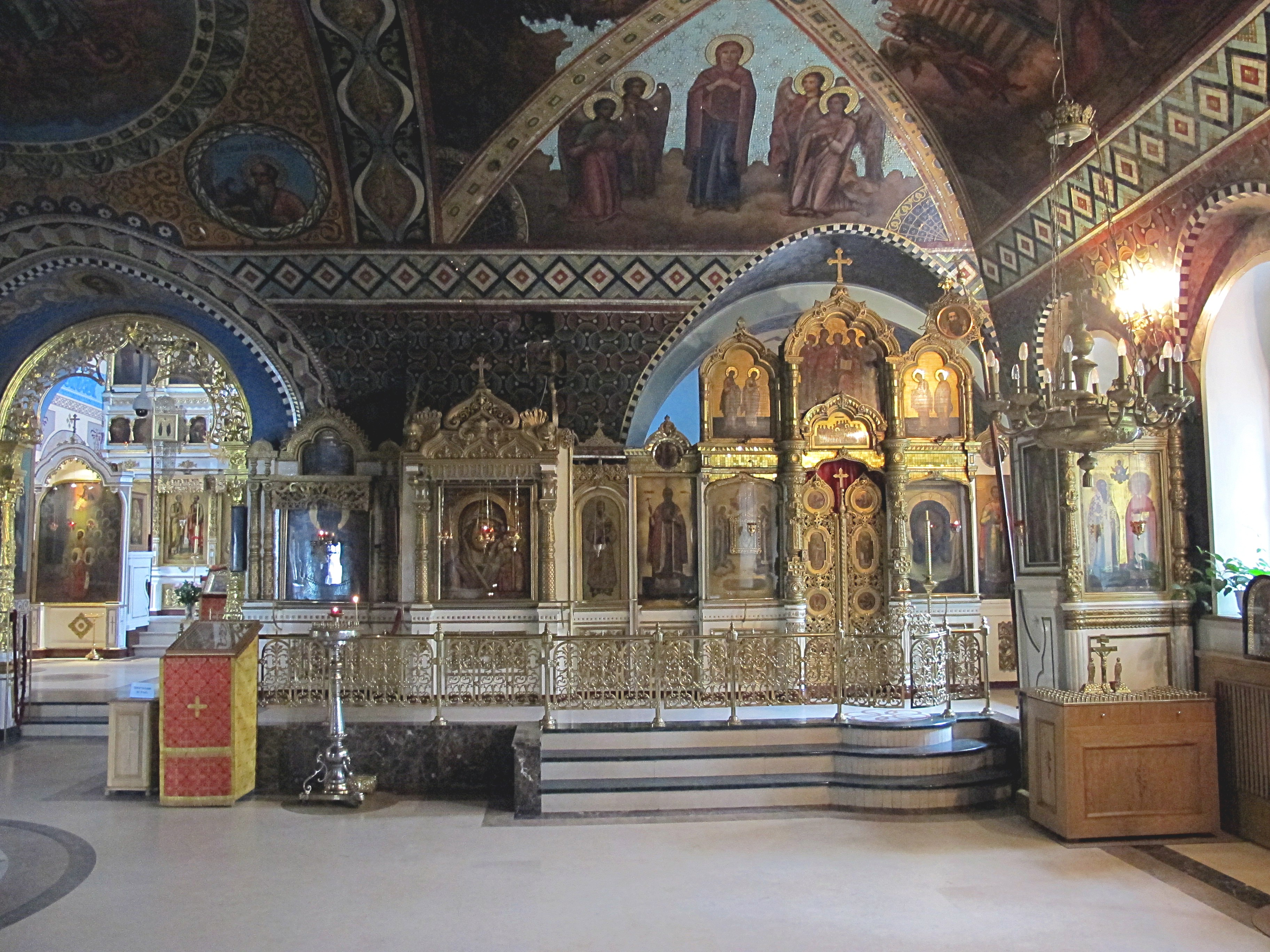
iconostase rechter zijbeuk
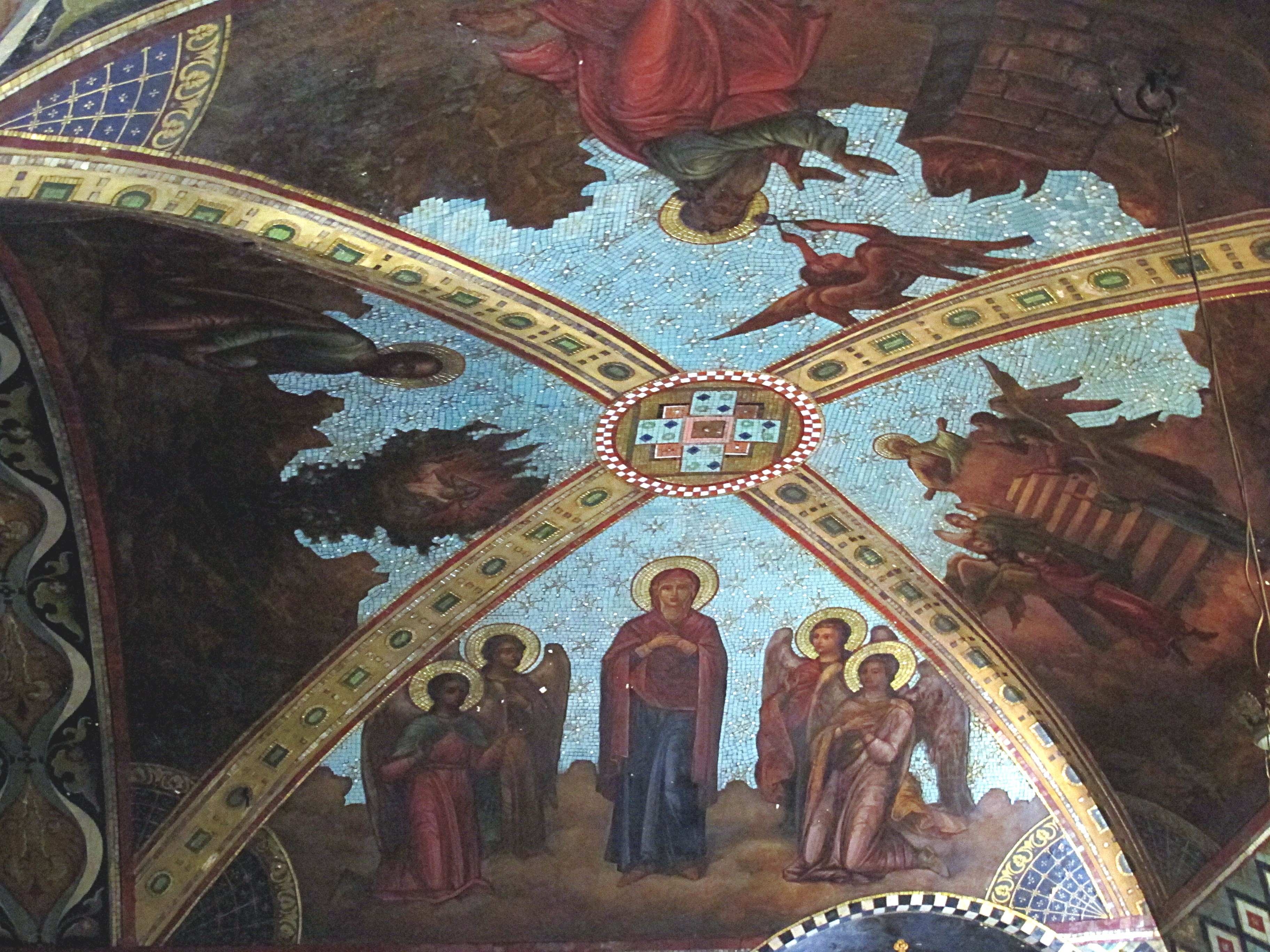
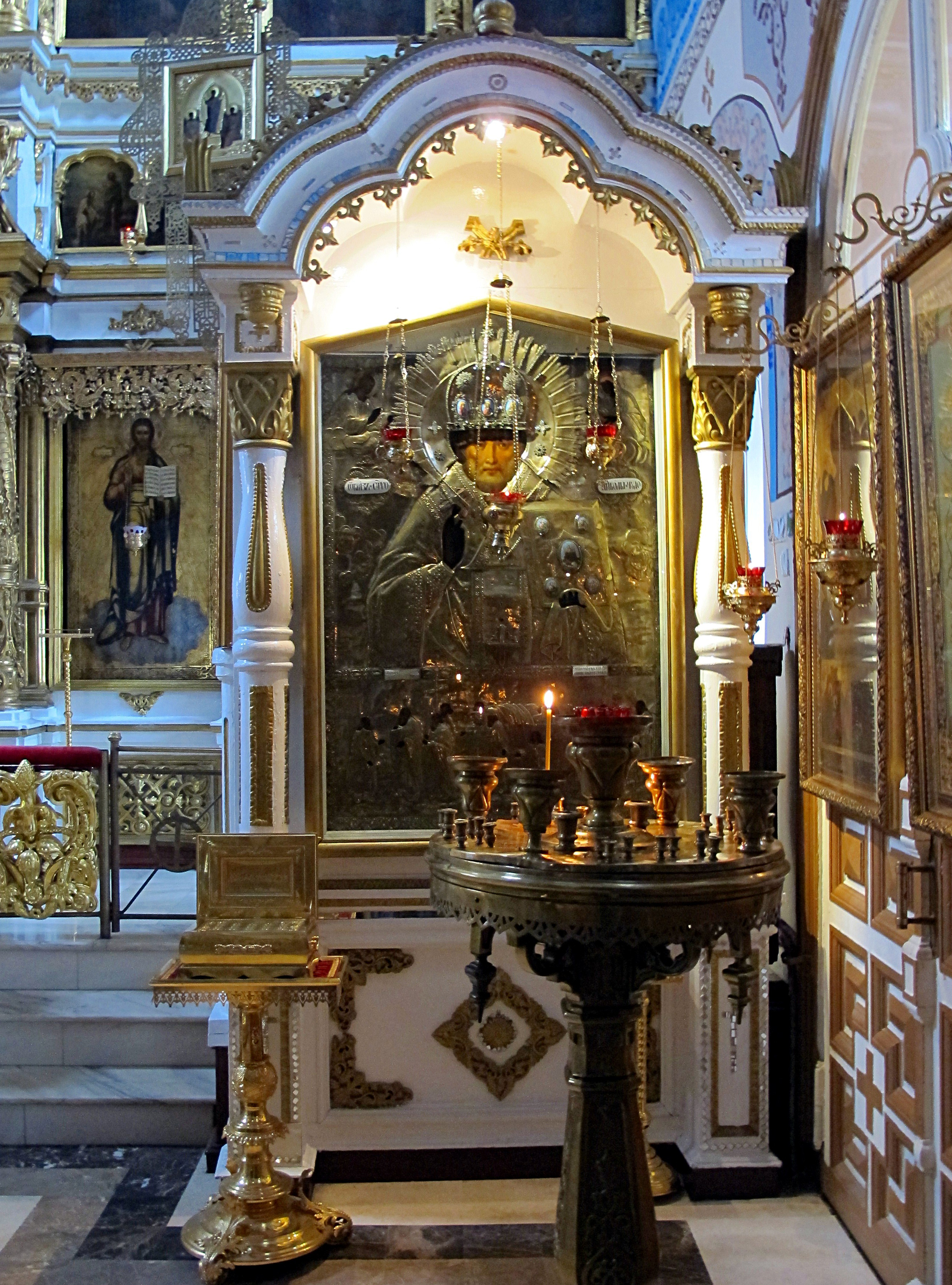
Icoon van Sint Nicolaas